# 박민지 (씨름 선수)
박민지(1990년 8월 23일 ~ )은 한국의 씨름 선수다.

## 육상 선수 경력
투포환 선수로 활동하였고, 2008년 전국체전에서 동메달을 획득하였다. 한국체육대학교 2학년때 그만두었다

## 씨름 선수 경력
스포츠강사로 활동하다가 2013년 생활체육으로 입문하였다. 단체전에만 출전하다가 2019년 대통령배 전국씨름왕선발대회에서 무궁화급에서 우승하였다.
2021년 화성시청에 입단했으며 2022년까지 활동하다가 2023년 영동군청으로 이적해 그해 여자천하장사대회에서 국화장사에 올랐다. 추석장사씨름대회에서도 국화장사에 올랐다.